# Problema di Didone
Il problema di Didone è un problema geometrico riguardante l'isoperimetria.

## Leggenda
Secondo la leggenda, Didone (regina di Tiro), costretta all'esilio dal fratello Pigmalione, si rifugiò presso il re Iarba nel Nordafrica, per chiedere asilo. Iarba le promise che le avrebbe dato tanto terreno quanto poteva abbracciarne una pelle di toro. Didone non si scoraggiò ma tagliò la pelle in striscioline sottili e le unì in modo da formare una corda. Con essa recintò lo spazio nel quale sarebbe dovuta poi nascere Cartagine. Il problema chiede la forma che Didone avrebbe dovuto dare alla sua corda per abbracciare la massima area possibile.

## Soluzione
Il problema, chiamato spesso problema isoperimetrico,  si può riformulare chiedendo quale sia la figura geometrica che a parità di perimetro ha area maggiore. La soluzione è intuitivamente il cerchio. Per dimostrare questo risultato si dovette attendere il 1838 quando Jakob Steiner ci riuscì mediante un processo noto come simmetrizzazione di Steiner. Successivamente la sua dimostrazione fu perfezionata e resa più rigorosa da altri matematici come Karl Weierstrass.

## Varianti
Secondo un'altra variante, Didone avrebbe voluto che la sua città avesse uno sbocco sul mare. In questo caso la soluzione è un semicerchio con il diametro sulla costa.